# Martin Pensa
Martin Pensa é um montador americano. Como reconhecimento, foi nomeado ao Oscar 2014 na categoria de Melhor Edição por Dallas Buyers Club.